# Gaius Iulius Corinthianus
Gaius Iulius Corinthianus (vollständige Namensform Gaius Iulius Gai filius Corinthianus) war ein im 2. Jahrhundert n. Chr. lebender Angehöriger des römischen Ritterstandes (Eques). Durch eine Inschrift, die in Apulum gefunden wurde, ist seine militärische Laufbahn bekannt.
Die Laufbahn von Corinthianus ging über die für einen Angehörigen des Ritterstandes üblichen Tres militiae hinaus. Zunächst übernahm er als Praefectus die Leitung der Cohors VII Gallorum, die in der Provinz Syria stationiert war. Danach wurde er Kommandeur  (Tribunus) einer Cohors I Britt. Als Nächstes übernahm er die Leitung einer Vexillatio von Dakern in einem Partherkrieg (item vexillationis Dacorum Parthicae). Im Anschluss wurde er Praefectus der Ala Campagonum, die in der Provinz Dacia superior stationiert war. Möglicherweise übernahm er danach noch die Leitung einer Ala milliaria (idem {\displaystyle \infty }).
Für seine Leistungen während des Partherkriegs erhielt er von den Kaisern militärische Auszeichnungen (ob virtutem suam sacratissimi Imperatores […] insignem dederunt), die seinem Range entsprachen: eine Corona muralis, eine Hasta pura und ein Vexillum.
Corinthianus stammte aus Theveste in Numidia. Er starb im Alter von 39 Jahren (vixit annis XXXVIIII). Die Inschrift wurde durch seine Erben Marcius Arrianus, Iulius Clinias und Iulius Pisonianus errichtet.

## Cohors I Britt
In der Inschrift steht tribun coh I Britt. Die Inschrift wird wie folgt ergänzt: bei der Epigraphik-Datenbank Clauss-Slaby (EDCS) zu tribun(o) coh(ortis) I Brit{t}(annicae), bei Valerie A. Maxfield zu tribun(o) coh(ortis) I Britt(anicae), bei Margaret M. Roxan dagegen zu tribun(o) coh(ortis) I Britt(onum). Tatiana Alexandrovna Ivleva ordnet Corinthianus der Cohors I Britannica zu, die in Dacia Porolissensis stationiert war. John Spaul ordnet ihn dagegen der Cohors I Brittonum zu, die ebenfalls in der Provinz Dacia Porolissensis stationiert war.

## Partherkrieg
Um welchen Partherkrieg es sich handelt, geht aus der Inschrift nicht hervor. Da Corinthianus seine militärischen Auszeichnungen aber von mindestens zwei Kaisern (sacratissimi Imperatores) erhielt, kommen dafür entweder der Partherkrieg des Lucius Verus von 161 bis 166 während der gemeinsamen Regierungszeit von Mark Aurel und Lucius Verus oder die Feldzüge gegen die Parther zwischen 195 und 198 während der gemeinsamen Regierungszeit von Septimius Severus und Caracalla in Frage. Valerie A. Maxfield geht davon aus, dass er die Auszeichnungen durch Mark Aurel und Lucius Verus erhielt.

## Ala milliaria
In der Inschrift steht praefecto alae Campagonum idem {\displaystyle \infty }. Laut John Spaul und Margaret M. Roxan ging Eric Birley davon aus, dass dies nur bedeuten kann, dass Corinthianus nach seinem Kommando über die Ala Campagonum zusätzlich noch die einzige Ala milliaria kommandierte, die in der Provinz stationiert war, nämlich die Ala I Batavorum milliaria. Valerie A. Maxfield nimmt ebenfalls an, dass er die Ala I Batavorum milliaria befehligte. John Spaul geht dagegen davon aus, dass er die Ala Campagonum zu dem Zeitpunkt kommandierte, als sie von einer Ala quingenaria zu einer Ala milliaria verstärkt wurde.

## Datierung
Die Inschrift wird bei der EDCS auf 193/217 datiert. Tatiana Alexandrovna Ivleva nimmt an, dass Corinthianus die Cohors I Britannica um 160 befehligte. Valerie A. Maxfield datiert sein Kommando über die vexillatio Dacorum um 161/166. Margaret M. Roxan geht davon aus, dass er die Ala Campagonum in den 170er Jahren kommandierte.